# Josep Biosca i Vila
Josep Bioseca i Vila va ser un pintor autodidacta nascut a Barcelona (1882 – 1932).
Des del 1901 va mantenir una estreta relació amb escriptors com Plàcid Vidal o Alfons Maseras, amb qui va promoure l'edició de la revista Auba. Amb M. Ainaud, E. Casanovas i M. Gimeno va fundar Els negres, un grup artístic característic per les seves produccions amb predomini de tons molt foscos i els seus temes entre populars i “miserabilistes”, l'única manifestació pública dels quals va tenir lloc el 1903 a Els quatre gats, la famosa taverna modernista de Barcelona. Va realitzar també algunes il·lustracions per a llibres de P. Vidal, Joan Puig Ferreter, Ramon Vinyes, A. Rosich Català, A. Fuster Valldeperas, i va publicar en algunes revistes com Catalunya Artística (1901-1902), Occitània (1905) i Catalònia (1906).

## Biografia
Josep Bioseca i Vila, va deixar les seves classes al Cercle Artístic de Sant Lluc de Barcelona, compaginant un treball com a venedor en un establiment comercial amb la seva vocació artística. El 1904, influenciat pels escultors negres César Cabanes i Enric Casanovas, va provar l'escultura, la qual va renunciar aviat.
Admirador i deixeble fidel de Nonell, Biosca va apostar també, per una visió crítica de la societat no només amb l'adopció de tota la seva iconografia de gitanes, cretins, i pordiosers, sinó també amb la reproducció del mateix traç i pinzellada del seu mestre. També es va interessar pel paisatge, gènere en el que va ser molt més lluminós que en les seves composicions amb figures, però conservant la mateixa pinzellada petita i vibrant. Es va relacionar amb Picasso quan aquest, Nonell i ell mateix tenien el seu estudi i compartien model, al mateix edifici al carrer Comerç de Barcelona i, anys més tard, va mantenir contacte amb Marinetti abans de convertir-se en un dels principals impulsors del moviment futurista italià.
Finalment mor l'any 1932 a Barcelona.

## Exposicions i obres
El 1906 va celebrar la seva única exposició individual a la sala Parés, Barcelona, tot i que va participar en moltes altres mostres col·lectives com ara Galeries Dalmau el 1928, l'exposició Internacional de Barcelona del 1911, Exposicions d'Art del 1918, 1919, 1920 i 1921, Salons de Tardor de Madrid de 1922, 1923, 1925, 1930 i 1931 i Indépendents de París de 1926, 1928 i 1930).
Les obres més destacables son: 
- 1907; Costa de Mallorca
- 1911; La Pepa
- 1919; La Leonor
- 1920; La Morruda
- 1921; Elvira
- 1922; La Xinina
- 1926; La meva mare
- 1928. Retrat de Plàcid Vidal